# Soldatnamn

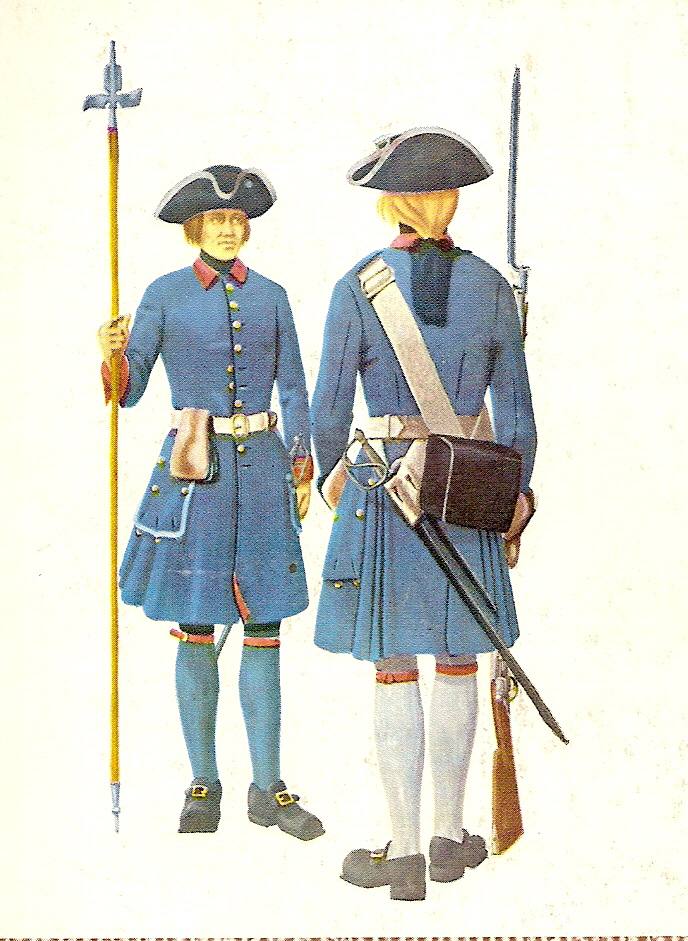
Svenska karoliner från Österbottens regemente, ca 1705, när bruket med soldatnamn började bli vanligt.

Ett soldatnamn var en form av tillnamn som förr gavs åt soldater i de svenska och franska arméerna.

## Sverige
Soldatnamn gavs av kompanichefen åt indelta soldater, båtsmän och dragoner inom den svenska krigsmakten. Med det traditionella svenska bruket av patronymikon (sonnamn) och ett ganska begränsat spektrum av förnamn fanns ett behov av särskiljande tillnamn. De äldsta soldatnamnen tillkom på 1500-talet, men bruket blev vanligt inom armén först i det yngre indelningsverket (från 1690-talet). Namnet var ofta knutet till roten och en nyrekryterad soldat kunde överta den avgångnes namn.

### Namntyper
Det fanns flera typer av soldatnamn.  Det kunde vara adjektiv som uttryckte en egenskap som ansågs fördelaktig för en soldat (såsom Rask, Kvick, Frisk) eller substantiv med militäranknytning (såsom Dolk, Lantz, Sköld, Svärd, Pihl) eller naturanknytning (såsom Björk, Ask, Berg, Grahn). Vanligt var också att namnet kunde härledas ur namnet på den rote, som soldaten var anställd av, till exempel Bönfält (från Bön), Skotte (från Skottelund), Fjällman (från Fjäll) och Bäck (från Marbäck). Ibland gav samma rote upphov till flera namn. Norman, Norberg, Norström, Nordgren och Norrby var alla namn vid rote 150 Norby (Helga Trefaldighets församling) som tillhörde Upplands regemente.  På samma sätt har roten Sundby i Dunker, vilken hörde till Södermanlands regemente, haft soldaterna Sund, Sundqvist, Sundström, Sundin m. fl. 
Ganska ofta är också de äldsta soldatnamnen officersnamn från soldatens regemente.
Även om soldatnamn oftast var av den typ som beskrivs ovan förekom även mer komplicerade varianter. Det var heller inte helt sällsynt att efterled som idag mest associeras med adliga efternamn användes, exempelvis -hjelm, -sköld och -swärd.

### Soldattorpet

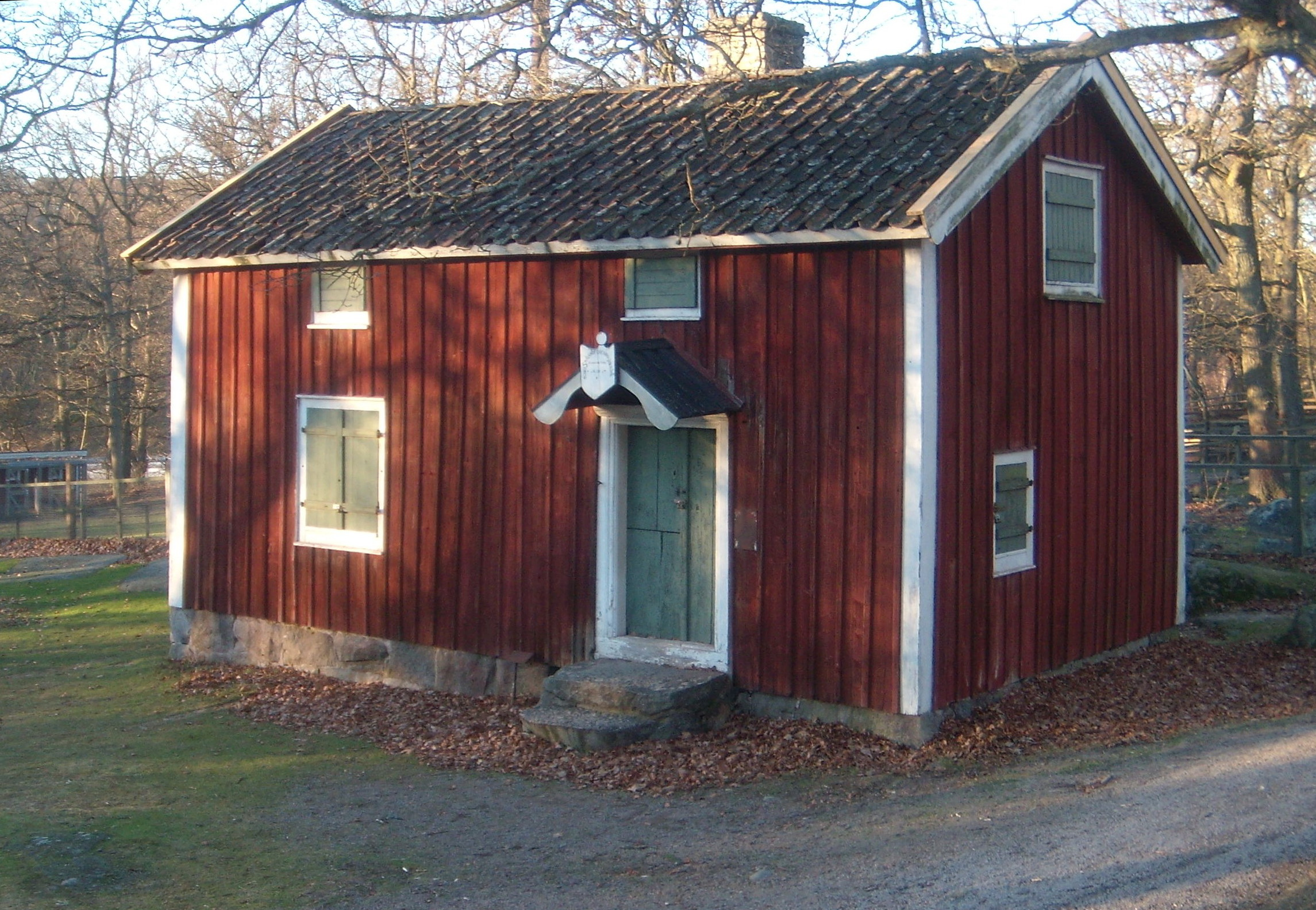
Soldattorp Smålands grenadjärkår Nr 125 Sunnerbo Kompani

Soldatnamnet var vanligen förknippat med soldattorpet och följde med till efterträdaren. En avskedad soldat använde oftast inte längre namnet. Detta innebar också att även om den förste soldaten som fick ett soldatnamn efter en egenskap kanske hade denna, var det ju långt ifrån säkert att efterträdaren också hade den. Hade antagen soldat samma förnamn som sin föregångare hände det ibland att soldaten tilldelades nytt namn, för att undvika förväxling.

### Ärvda soldatnamn
Det är först i slutet av 1800-talet, då användningen av släktnamn börjar sprida sig över Sverige, som det börjar bli vanligt att soldatnamnen går i arv, en tendens som underlättas av indelningsverkets avveckling.

## Frankrike

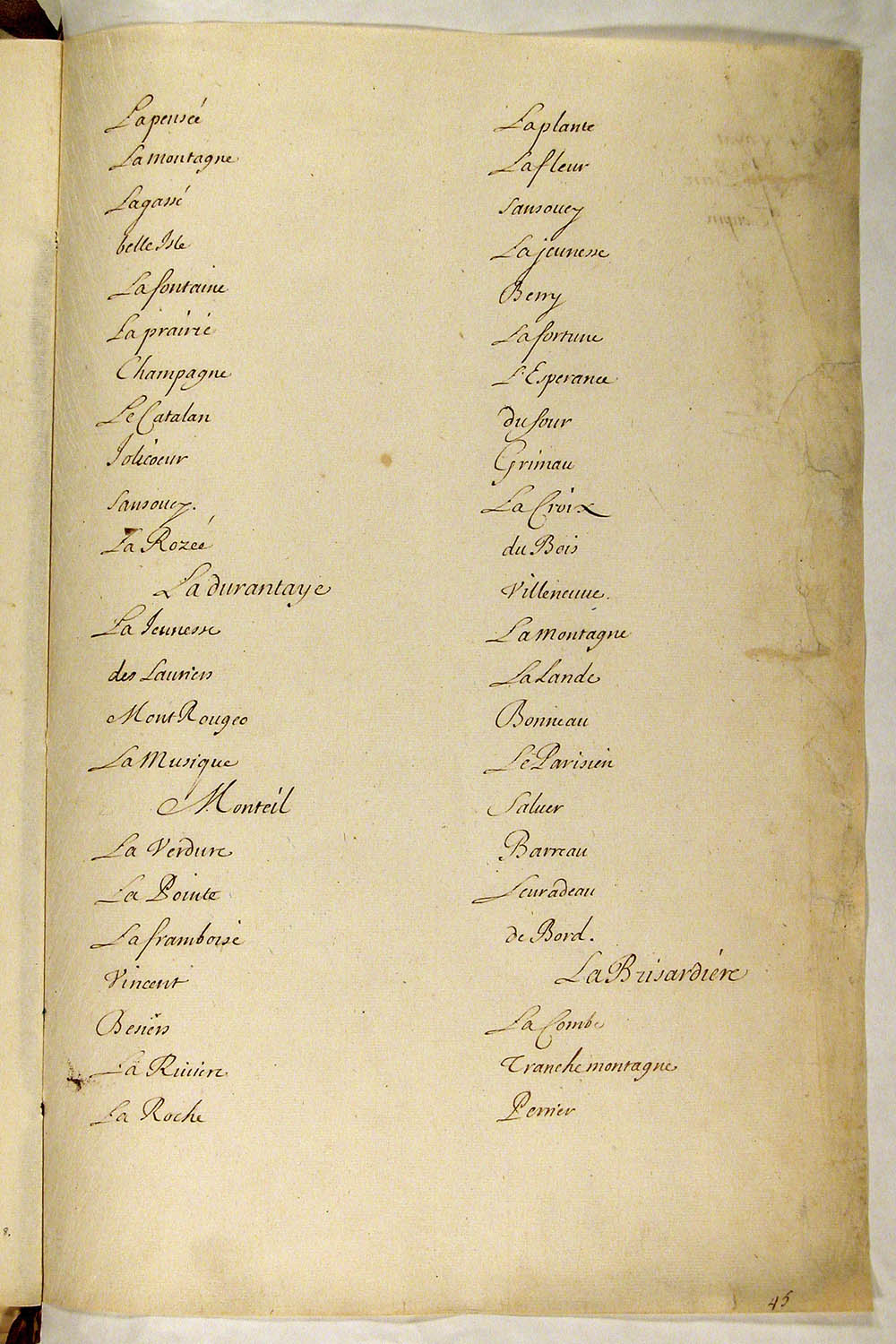
Rulla över franska soldater som stannade kvar i Nya Frankrike som nybyggare 1668. De är enbart förtecknade med sina soldatnamn.

Soldatnamn, nom de guerre, var ursprungligen en tradition i Frankrikes armé, belagd till 1600-talet. Från 1716 skulle alla franska soldater ha ett soldatnamn. 

### Namngivning
Rekryten fick soldatnamnet vid värvningen; han valde det själv eller blev tilldelat ett av sin kompanichef. Soldatnamnen var officiella och fungerade på samma sätt som moderna registreringsnummer. En soldat identifierades i mönsterrullor och andra officiella dokument med sitt dopnamn, släktnamn och soldatnamn. Till exempel: Jean Amarault dit Lafidélité ("Johan Amarault kallad Trogen"). Lika lite som i Sverige bar officerarna soldatnamn.

### Namntyper
Det fanns sex huvudtyper av franska soldatnamn, alla byggda på personliga karaktäristika hos bäraren:
- Saint (helig) lades till rekrytens dopnamn eller släktnamn, eller ibland moderns namn: Jacques Vadeau dit Saint-Jacques.
- Landskapsnamn: Champagne (Champagne), Poitevin (Poitou), Picard (Picardie).
- Hantverk: Lacouture (sömnad = skräddare), Boulanger (bagare) eller La Flamme (flamman = kock).
- Tidigare militär erfarenhet: Carignan (tillhört regementet Carignan).
- Väхtnamn: Laframboise (hallon), Lafleur (blomma), Larose (ros), eller Latulippe (tulpan).
- Bärarens utseende eller personlighetsdrag: Blondin (blond), Le Borgne (enögd), Lajeunesse (ungdom), Léveillé (livlig), Vadeboncoeur (godhjärtad), Brind'amour (lite kärlek), Tranchemontagne (skiva ett berg), Frappe-d'abord (slå först) och Vaillant (tapper).[4]